# Мензис, Стюарт
Сэр Стюарт Грэм Мензис KCB KCMG DSO MC (англ. Stewart Graham Menzies; 30 января 1890 — 29 мая 1968) — генеральный директор Секретной разведывательной службы (MI6) в 1939—1952 годах, генерал-майор Вооружённых сил Великобритании.

## Ранние годы
Родился 30 января 1890 года в Лондоне, второй сын Джона Грэма Мензиса и Сюзанны Уэст Уилсон, дочери владельца корабельного предприятия Артура Уилсона, жившего в поместье Трэнби-Крофт. Дед, Грэм Мензис, занимался перегонкой виски и образовал собственное прибыльное предприятие. Родители Мензиса были близкими друзьями короля Эдуарда VII, вследствие чего пошли слухи о том, что Мензис является незаконнорождённым сыном короля. Дядя — Роберт Стюарт Мензис, политик. Отец Стюарта разорился и скончался в 1911 году от туберкулёза. Стюарт окончил в 1909 году Итонский колледж, был успешным спортсменом, стрелком и бегуном по пересечённой местности, лауреат нескольких наград за изучение иностранных языков, отличник.

## Воинская служба
Начал службу в Гренадерской гвардии в звании второго лейтенанта, через год переведён во 2-й Лейб-гвардейский полк, с 1913 года адъютант полка в звании лейтенанта. Участник сражений Первой мировой войны: в октябре 1914 года ранен в битве при Зандворде. В ноябре 1914 года отличился в Первой битве на Ипре, награждён орденом «За выдающиеся заслуги» указом короля Георга V от 2 декабря 1914 года.
В 1915 году во второй битве при Ипре полк был почти полностью уничтожен, а сам Мензис получил отравление газами и был демобилизован. После демобилизации он продолжил службу в контрразведке под руководством фельдмаршала Дугласа Хейга. В конце 1917 года Мензис доложил руководству британской разведки о том, что один из высокопоставленных военнослужащих, бригадир Джон Чартерис занимался фальсификацией добытой информации, и вскоре Чартериса отправили в отставку с его должности. Мензис перед окончанием войны был произведён в майоры.

## Работа в MI6
После окончания войны Мензис вступил в MI6 (ныне Секретная разведывательная служба). В 1919 году присутствовал в составе британской делегации на Парижской мирной конференции, позже произведён в подполковники Имперского Генерального штаба и стал высшим офицером Генерального штаба. Помощник директора по специальной разведке в MI6. В 1924 году руководителем MI6 стал адмирал Хью Синклер, а Мензис был назначен его заместителем в 1929 году, став полковником. Известно, что Мензис вместе с Сиднеем Рейли и Дезмондом Мортоном составил фальшивку под названием «письмо Зиновьева» с целью очернения коммунистического движения в Великобритании — это письмо, опубликованное за 4 дня до парламентских выборов в Великобритании 1924 года, привело к итоговому провалу Лейбористской партии на выборах.

### Генеральный директор
После смерти адмирала Синклера Мензис был назначен Генеральным директором Секретной разведывательной службы. При нём расширились разведывательные и контрразведывательные отделы, а в Блетчли-парке под его руководством начались массовые мероприятия по взлому немецких систем шифрования и шифровальных машин — во главе этих мероприятий стоял математик и информатик Алан Тьюринг. Перед самым началом войны Секретная разведывательная служба была одним из наименее важных департаментов британских властей: последствия Великой депрессии привели к серьёзному сокращению её финансирования.

### Вторая мировая война
Начало войны привело к значительному расширению полномочий и организационной структуры MI6. Мензис распоряжался своими большими полномочиями и влиянием так, чтобы усилить возможности шифровки и дешифровки своего ведомства. Распространяя материал в рамках операции по криптоанализу «Ultra», собранный Правительственной школой кодирования и шифрования, MI6 сумела стать важнейшей частью британской военной машины. Именно бреши и лазейки в сообщениях, отправляемых шифровальной машиной «Энигма», помогли Мензису и его людям раскрыть стратегические планы Третьего рейха, однако до 1974 года об этих мероприятиях MI6 не было известно общественности. Вышедшая в 1974 году книга Фредерика Уинтерботема «Тайна Ultra» смогла приоткрыть завесу тайны над этими операциями. Несмотря на возникавшие подозрения, гитлеровцы не узнали до конца войны, что вся их переписка перехватывалась союзными войсками. Важные дешифровки сообщений в рамках проекта «Ultra» Мензис отправлял премьер-министру Уинстону Черчиллю, и оба в дальнейшем работали над распределением финансов для дальнейших исследований в Блетчли-парке и развития технологий, чтобы продолжать борьбу против гитлеровской разведки. К 1945 году в Блетчли-парке работали около 10 тысяч человек. Их усилия позволили покончить  с угрозой неограниченной подводной войны со стороны Германии, угрожавшей трансатлантическим конвоям особенно в первой половине 1943 года. Также успех криптоанализа «Ultra» оказался важным во время высадки союзных войск в Нормандии.
Помимо непосредственной работы в Блетчли-парке, Мензис участвовал в разработке плана ликвидации Франсуа Дарлана (застрелен 24 декабря 1942 года), адмирала ВМС Франции, который после начала операции «Факел» был захвачен в плен. По мнению британского историка Дэвида Рейнольдса в книге «Во главе истории» (англ. In Command of History), Мензис обычно редко уезжал из Лондона, однако во время ликвидации Дарлана он находился в Алжире, что свидетельствовало и о возможном участии Управления специальных операций. Убийца Дарлана, Фернан Бонье де Ла Шапель, состоял в группе Сопротивления под командованием Анри д'Астье, однако поскольку Дарлан был источником разведки союзников, непонятно, зачем необходимо было вмешательство Мензиса. В январе 1944 года Мензис был произведён в генерал-майоры и до конца войны пытался установить контакт с бывшим начальником абвера, адмиралом Вильгельмом Канарисом. Черчилль был осведомлён об этих попытках, получая тактическую информацию о сопротивлении в Германии. В дальнейшем Мензис сотрудничал с Управлением специальных операций, о котором отзывался презрительно как о «любителях», Британской координацией безопасности, Управлением стратегических служб и Сражающейся Францией.

## После войны
Управление специальных операций было почти целиком присоединено к Секретной разведывательной службе по настоянию Мензиса после начала Холодной войны, что позже вылилось в серию конфронтаций с лейбористским правительством. Уже после отставки Мензиса вскрылся факт, что в MI6 с 1941 года работал советский разведчик Ким Филби, и на Мензиса была возложена значительная часть вины за этот провал. По мнению Энтони Кейва Брауна, Мензис учитывал в первую очередь при приёме в MI6 офицерский опыт кандидатов, рекомендации со стороны правительственных учреждений или близкое знакомство. Вследствие этого писатель Кен Фоллетт в рецензии на книгу Брауна, опубликованной в New York Times, заключил:

Мистер Филби перехитрил Мензиса, поскольку мистер Филби был образованным, профессиональным и хладнокровным, а Мензис был всего лишь любезным высококлассным спортсменом, находившимся не в себе. И вообще британская разведка, кроме дешифровщиков, напоминала Мензиса — бестолковые любители, уступающие в классе.
Оригинальный текст (англ.)Mr. Philby outwitted Menzies because Mr. Philby was intelligent and professional and cool, where Menzies was an amiable upper-class sportsman who was out of his depth. And British intelligence, except for the code breakers, was like Menzies—amateur, anti-intellectual and wholly outclassed.

После 43 лет службы в Британской армии Мензис ушёл в отставку в 1952 году и доживал свой век в доме престарелых Бриджес в Лакнигтоне (Уилтшир). Будучи посвящённым больше в бюрократические интриги, Мензис как руководитель MI6 во многом помог британцам приблизить победу во Второй мировой войне, о чём свидетельствую свыше 1500 его встреч с Черчиллем во время войны. Скончался 29 мая 1968 года.

## Личная жизнь
В 1918 году Стюарт Мензис женился на леди Эвис Эле Мюриэль Сэквилл, дочери 8-го графа де Ла Варр и леди Мюриэль Агнес Брасси (последняя была дочерью 1-го графа Брасси). Они развелись в 1931 году, когда Брасси ушла к другому.
Вторая супруга — Памела Тетис Гартон, урождённая Бекетт (умерла 13 марта 1951 года), четвёртая дочь почтенного Руперта Ивлина Бекетта и Мюриэль Хелен Флоренс Пэджет, внучка лорда Беркли Чарльза Сиднея Пэджета, правнучка 2-го маркиза Англси. Свадьба состоялась 13 декабря 1932 года. Гартон страдала от клинической депрессии и анорексии, но родила в 1934 году дочь Фиону.
В 1952 году Мензис женился в третий раз: его супругой стала Одри Клара Лилиан Лэтем (р. 1899), которая ранее состояла в браке трижды (в том числе с сэром Генри Бёркином, 2-м баронетом). Дочь сэра Томаса Пола Лэтема, 1-го баронета. Обоим супругам было за 50 на момент бракосочетания, они проживали в разных имениях (Стюарт в Уилшире, Одри в Эссексе), но каждую среду они встречались на ужине в Лондоне. У Мэнзиса к тому времени были приёмные дочери Памела Бакстон (жена лорда Бакстона Олсского) и Сара Хэнбери. По свидетельству Энтони Кейва Брауна, Мензис также состоял в длительных отношениях с одной из своих секретарш, но когда он уволил её и женился в третий раз, та чуть не совершила суицид

## Память в культуре
- В фильме 2014 года «Игра в имитацию» роль Стюарта Мензиса исполнил Марк Стронг[19].